# ادیگر-الر
ادیگر-الر (به آلمانی: Ediger-Eller) یک شهر در آلمان است که در کوخم-تسل واقع شده‌است. ادیگر-الر ۱٬۰۷۵ نفر جمعیت دارد.